# Armagnac (Weinbrand)

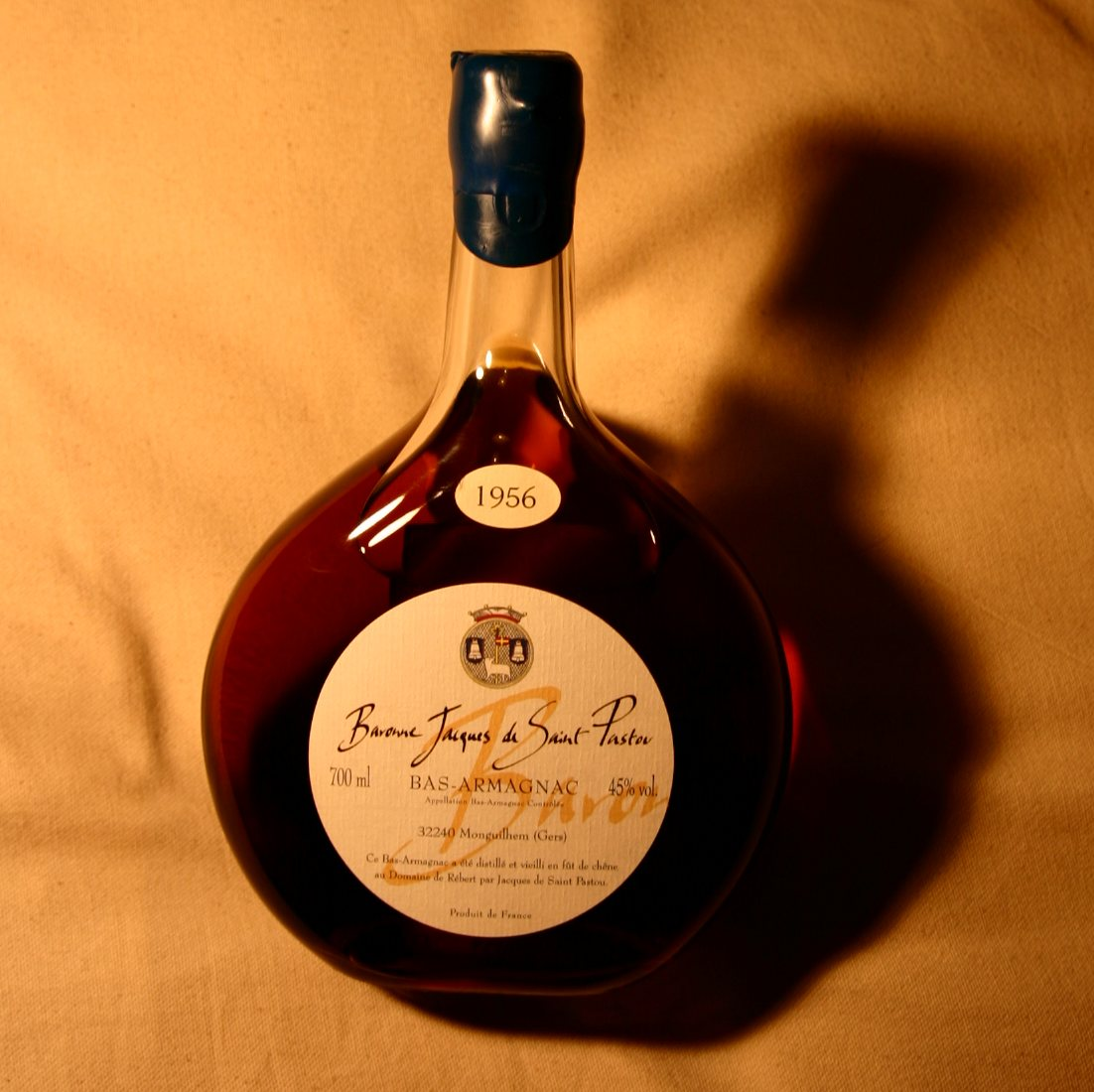
Armagnac (Jahrgang 1956)

Armagnac ist eine geschützte Herkunftsbezeichnung für in der Gascogne in Frankreich hergestellten Weinbrand (Brandy). Nach einer Verordnung von 1909 sind rund 15.000 ha Rebfläche in den Départements Gers, Landes und Lot-et-Garonne zur Armagnac-Herstellung zugelassen.
Armagnac ist die älteste bekannte französische Spirituose und eine kontrollierte Ursprungsbezeichnung gemäß den Europäischen Begriffsbestimmungen für Spirituosen. Name, Herkunft und Herstellungsverfahren sind durch die Appellation d’Origine Contrôlée gesetzlich geregelt.
Armagnac wird in einem einzigen Brenndurchgang destilliert, Cognac dagegen im Doppelbrandverfahren. Anschließend wird Armagnac drei bis 20 Jahre in Eichenholzfässern gelagert. Je länger die Lagerung, desto höher die Qualitätsstufe. Der Mindestalkoholgehalt beträgt 40 Volumenprozent.

## Geschichte
Armagnac wird oft als kleiner Bruder des berühmteren Cognacs bezeichnet. Allerdings reicht die Cognac-Herstellung nur in das 17. Jahrhundert zurück. Das Brennen von Armagnac hingegen wurde bereits 1461 urkundlich erwähnt, als im Gebiet des heutigen Département Landes eine Brennerei zu seiner Erzeugung genehmigt wurde. Die Urkunde befindet sich im Musée de l’Armagnac in Condom.
Für diese frühe Kultur der Branntweinherstellung waren drei Kulturkreise verantwortlich: die Römer mit ihren Weinbaukenntnissen, die Gallier mit ihrer Handwerkskunst der Fassherstellung und die Mauren mit der Destillationstechnik. Zu jener  Zeit wurde Armagnac noch als Medizin verwendet und hauptsächlich schmerzlindernd und desinfizierend eingesetzt. Der Name des Weinbrands leitet sich von seiner Ursprungsregion ab, der alten Grafschaft Armagnac.

## Herstellungsprozess

### Rebsorten und Anbau
Grundlage für Armagnac sind Weißweine, die in erster Linie aus den Rebsorten Ugni Blanc, Baco Blanc, Colombard und Folle Blanche gekeltert werden. Zugelassen sind zehn Rebsorten; eine untergeordnete Rolle spielen die Sorten Blanc Dame, Graisse, Jurançon Blanc, Mauzac, Mauzac Rose und Meslier-Saint-François. Die drei Anbaugebiete heißen Bas-Armagnac, Haut-Armagnac und Ténarèze, wobei die Bezeichnungen „bas“ (französisch für niedrig) und „haut“ (französisch für hoch) nicht die Qualität des Produkts, sondern die Lage des Gebiets bezeichnen. Ganz im Gegenteil liefert das Gebiet des Bas-Armagnac einen besseren Branntwein als Haut-Armagnac, das daher in der Produktion mittlerweile kaum mehr eine Rolle spielt. Die Spitzenlagen des Bas-Armagnac werden Grand Bas genannt.
Die Rebstöcke müssen ein Alter von fünf Jahren erreicht haben, ehe ihre Trauben erstmals verwendet werden dürfen. Der Grundwein wird nach traditionellen Regeln zubereitet. Weder Schwefeldioxid noch Zucker darf zugefügt werden, während des Gärungsprozesses ist auch ein Umfüllen verboten.

### Destillation und Lagerung

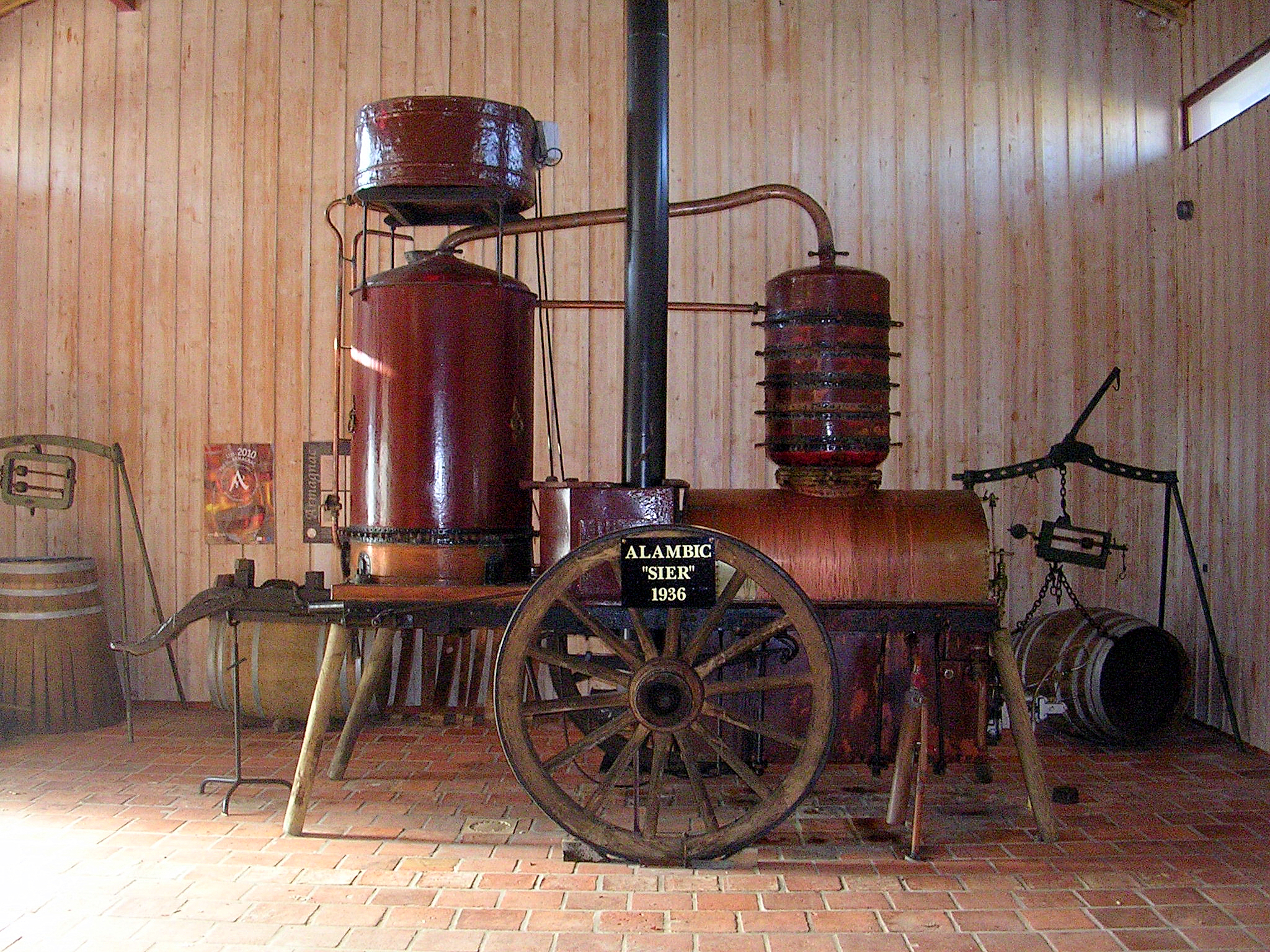
Mobile Armagnac-Destille mit Kondensator (links) und Brennblase mit aufmontierter Rektifikationskolonne (rechts).
Gemeinde Arthez-d’Armagnac, Département Landes.

Der Wein wird in kupfernen, geschlossenen Brennblasen durch einen einzigen Brennvorgang destilliert. Hierin besteht der Unterschied zum Cognac, der nach der Methode der Destillation Charentaise zweimal in aufeinanderfolgenden Durchgängen (Rohbrand und Feinbrand) gebrannt wird.
Bei der Méthode Armagnac werden dagegen Rohbrand und Feinbrand in einem einzigen Brennprozess kombiniert. Hierzu dient eine Rektifikationskolonne, ein Apparat zur Trennung der verdampfbaren Komponenten. Die Rektifikationskolonne befindet sich zwischen der Brennblase und dem Kondensator, der die verdampften Bestandteile durch Abkühlen wieder verflüssigt.
Die weitere Lagerung erfolgt in Fässern mit 225 bis 420 Liter Inhalt, die aus der typischen Gascogner Schwarzen Eiche hergestellt werden. Für die Fertigung der Holzfässer aus der Steineiche der Gascogne wird das Holz sechs Jahre lang gelagert, bevor es verarbeitet wird. Im Gegensatz zu den oft uralten Cognac-Fässern, die immer wieder neu eingesetzt werden, benutzt man für den Armagnac für jede Ernte neue Fässer. Dieses Holz verleiht dem Branntwein sein unverwechselbares Bukett (Bouquet) und seine typische Bernsteinfarbe.
Das frische Destillat verbleibt so lange in neuen Fässern, bis die Herauslösung der Bestandteile aus dem Holz in optimaler Weise erfolgt ist. Dann wird es in ältere Fässer umgefüllt, um einen zu starken Holzgeschmack zu vermeiden und um eine weitere langsame Entwicklung zu ermöglichen: die aus dem Holz gelösten Aromen gewinnen an Finesse, Anklänge von Vanille und typischerweise Backpflaume entwickeln sich. Sobald der Armagnac das richtige Alter – mindestens ein Jahr, in der Regel sechs bis acht Jahre – erreicht hat, wird er in die traditionelle bauchige Flasche mit dem langen Hals – ähnlich einem fränkischen Bocksbeutel – abgefüllt.

## Prestigeprobleme
Die hohe Qualität, die handwerklich einwandfreie Herstellung, die strenge Reglementierung, der Export in immerhin 132 Länder und die im Gegensatz zu Cognac deutlich geringere Produktionsmenge würden den Armagnac eigentlich zu einem begehrten Luxusprodukt prädestinieren, tatsächlich aber leidet er seit den Nachkriegsjahren unter deutlichen Prestigeproblemen. Damals war er besonders begehrt und verzeichnete eine extrem hohe Nachfrage, was schließlich zu einem Verfall der Qualität, zu einem Ruin des Images und im Bewusstsein der Verbraucher dazu führte, Armagnac als kleinen oder schlechteren Cognac anzusehen – eine Ansicht, die teilweise noch heute vorherrscht.

## Klassifizierung
Beim Armagnac ist seit 2010 die Einteilung in vier Kategorien gebräuchlich: (1) V.S./*** (Very Special/trois étoiles, drei Sterne), (2) V.S.O.P (Very Superior Old Pale), (3) X.O./Hors d’Âge (Extra Old/extra alt) sowie (4) Millésime. Armagnacs der Kategorie (1) sind am jüngsten und mindestens ein Jahr lang im Eichenfass gereift, die Klasse (2) verspricht mindestens vier Jahre, die Klasse (3) mindestens 10 Jahre Reifung. Bei Blends (Verschnitten) wird die Kategorie anhand des jüngsten enthaltenen Bestandteils des fertigen Armagnacs bestimmt. Die Bezeichnung Millésime kennzeichnet hingegen, dass der Armagnac aus Weinen eines einzigen Jahrgangs gebrannt wurde.
Überwiegend wird Armagnac als Sorten- und Jahrgangsverschnitt angeboten. Nur in wenigen Häusern kommen auch sortenreine Brände auf die Flasche. Steht auf einer Flasche die Bezeichnung Bas-Armagnac, so enthält sie nur erstklassige Gewächse ohne jeglichen Gebietsverschnitt. Eine Flasche mit der Bezeichnung Appellation Armagnac deutet hingegen darauf hin, dass der Inhalt aus Bränden von Ténarèze und dem Haut-Armagnac oder aus allen drei Appellationen bestehen kann.
Relativ selten ist der Jahrgangs-Armagnac.

## Die Erzeuger
Zu den bekanntesten Armagnac-Herstellern gehören Marcel Trepout, Château de Lacquy, Domaine Boingnères, Armadis, Castarede, Francis Darroze, Janneau Fils, Baron de Sigognac und Marnier-Lapostolle. Armadis ist der jüngste (gegründet 1946), aber größte Hersteller. Château de Lacquy ist der älteste Erzeuger und ist seit 1711 im Besitz einer Familie. Darroze wurde bereits 1793 gegründet und stellt ausschließlich Jahrgangs-Armagnacs her. Bei Marnier-Lapostolle, einem Haus, das sowohl Cognac als auch Armagnac produziert, wurde 1880 der Grand Marnier erfunden.

## Verwendung
Die Zugabe von Armagnac dient auch der Herstellung des traditionellen Floc de Gascogne. Außerdem wird der baskische Likör Izarra auch mit Armagnac versetzt.

## Museum
Das Musée de l’Armagnac in Condom widmet sich der Herstellung von und dem Handel mit Armagnac.

## Film
- Leben wie Gott in Frankreich. Das Armagnac der Gascogne. Dokumentarfilm, Deutschland, 2010, 43:15 Min., Buch und Regie: Hilde Bechert, Produktion: Saarländischer Rundfunk, Reihe: Reisewege, Erstsendung: 6. Oktober 2010 bei SWR, Inhaltsangabe von ARD.